# Rollo (administración)

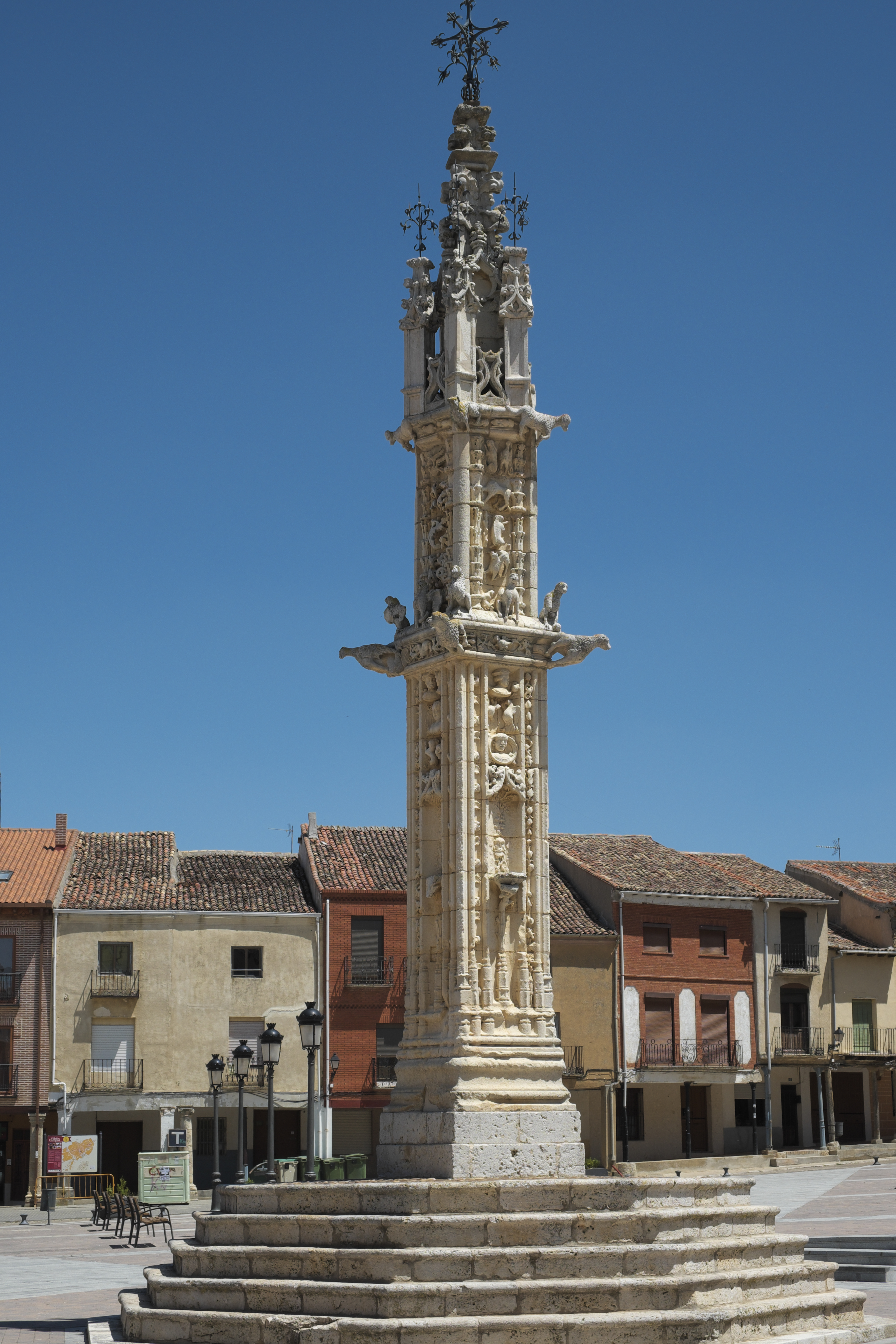
Rollo de Villalón de Campos.

Un rollo es una columna generalmente hecha de piedra y normalmente rematada por una cruz o un orbe. Representaba la categoría administrativa del lugar, levantándose solo en los villazgos que tenían plena jurisdicción, indicando el régimen al que estaba sometido: señorío real, concejil, eclesiástico o monástico. Además marcaba el límite territorial y, en ciertos casos, era un monumento conmemorativo de la concesión del villazgo. Compartían con las picotas las funciones de ajusticiamientos. Estos ajusticiamientos fueron suspendidos por decreto de las Cortes de Cádiz en 1812. 
Los hay en aquellos pueblos de los reinos de la Corona de Castilla que tenían alcalde y, por lo tanto, jurisdicción para juzgar y condenar a muerte. Servía además para castigar y pagar las penas menores de los delincuentes comunes, que tras ser azotados, eran expuestos a pública vergüenza.
Los rollos son similares a los cruceros, pero su significado es distinto.
Durante la conquista de América, el primer acto de fundación de una ciudad consistía en el levantamiento y plantación del rollo, como símbolo de jurisdicción real.
Cáceres es una de las provincias de España donde se han conservado más rollos jurisdiccionales gracias a la desobediencia de sus pueblos a la orden dada por las Cortes de Cádiz, que instaba a derribarlos cuando se abolieron los señoríos jurisdiccionales.